# Бродоградња у Грчкој
Грчка је по традицији поморска нација, пошто је бродоградња најстарији облик окупације Грка и од давнина представља кључни елемент економске активности Грчке. Данас је бродоградња најважнија индустрија у земљи вредна 9 милијарди долара у 2015. години - 4% БДП-а земље. Ако се додају сродне фирме, бројка скочи на 17 милијарди долара или 7,5% БДП-а која запошљава око 192.000 људи (4% радне снаге), а приходи од отпремнине су око 1/3 националног трговинског дефицита. У 2015. години, грчка трговачка морнарица је контролисала највећу светску трговачку флоту, у смислу тонаже од 334.649.089 тона и флотом од 5226 грчких бродова, према Лојдовој листи. Грчка је такође рангирана у врху за све врсте бродова, укључујући прво за танкере и бродове за расуте терете.
Многе грчке бродарске компаније имају своје седиште у Атини или Лондону и Њујорку а воде их грчке традиционалне бродарске породице које се истичу својим великим богатством и утицајем у међународној поморској индустрији, као што су Онасис, Вардиноианис, Латсис, Ливанос, Ангелицоусис, Ниарчос, Ангелопоулос и Гоуландрис. Седми генерални секретар (2003—2011) Међународне поморске организације био је Ефтхимиос Митропоулос.

## Историја бродоградње у Грчкој
Грци су од давнина били поморска нација, као планински крајолик на копну и ограничена пољопривредна подручја и проширена обала Грчке, што је људе довело до бродоградње. Географски положај региона на раскршћу древних морских путева у источном Медитерану, многострукост острва и близина других напредних цивилизација помогли су да се у раној фази обликује поморска природа грчке нације. У Грчкој и ширем Егеју, међународна трговина је постојала од минојског и микенског доба у бронзаном добу. Присуство робе као што су керамика, злато, бакарни предмети далеко од њиховог подручја потврђују ову широку мрежу поморског транспорта и трговине која је постојала између грчког копна и грчких острва. Доминирали су поморском трговином у региону, постепено га ширећи дуж обала Медитерана у Египат, Феникију, Малу Азију, Црно море и успостављајући колоније. Јунаштво античке Грчке морнарице било је примарно приказано у поморским биткама током персијских ратова, доба Делијанске лиге и Пелопонеског рата. У наредним вековима, велики део поморске трговине Римског царства спровели су Грци, а они су и даље били укључени и играли су важну улогу у поморству и у ери Византијског царства.
У време Османског царства, учешће Грка у међународној поморској трговини било је такође истакнуто а грчки бродови могли су се наћи посебно у лукама источног Медитерана. Они су проширили своје бродарске активности и трговину према Западној Европи у 16. веку користећи предност од све веће потребе за житарицама. Ограничења наметнута од стране Османлија да регулишу трговину житом нису спречила Грке да спроводе незакониту трговину која им је донела значајна богатства. Касније су грчки поморски трговци повећали свој утицај, јер су снабдевали Балкан сировинама, руковали робом у име странаца, дистрибуирали робу на коначна тржишта и контролисали трговину морем у регији, преузимајући улогу бродских агената. Током 18. века, консолидација политичке и економске моћи у рукама Фанариота у Цариграду помогла је даљем ширењу грчке поморске активности у остали део Европе. Грчки трговачки бродови су морали да се повуку из западне Европе због англо-француских ратова који су довели до пропадања њихове трговине и бројних пловидби грчких бродова под заштитом Руског царства.
Најистакнутији грчки градови који су се појавили као поморске силе били су они из западне Грчке, пре свега Галаксидион и Мисолонги, али и Арта, Превеза и Крф, због својих раних комерцијалних веза са италијанским градовима. Поред тога, Егејска острва су била веома активна у поморству, где су се становници традиционално бавили поморском трговином, посебно Хидра, Спецес, Андрос, Сирос, Хиос, Касос, Псара и Миконос. Иако нису имали своју националну заставу, пловили су са заставама Руске и Британске империје за међународне руте. Године 1792, основана је прва грчка осигуравајућа кућа у Трсту, а оне из Одесе 1808. и 1814. године. Грчки поморци су постепено зарађивали много новца и стекли додатна знања и искуства јер су морали да бране своје бродове и себе у рату против пирата. Раст грчке трговачке флоте дао им је поверење и успех, док је њихов контакт са западним народима пробудио њихову националну свест и учинио их слободнима. Постојање резервних обучених морнара требало је доказати непроцењиву предност када је избио Грчки рат за независност и када се грчка трговачка флота претворила у значајно борбено оружје против гломазних бродова отоманске флоте.
Грчки трговци су подстакнути осећањем локалног патриотизма даривали школе и библиотеке. Три најзначајније школе у грчком свету уочи рата за независност биле су смештене у Смирни, Хиосу и Ајвалику (на обали Мале Азије насупрот острву Лезбос), сва три главна центра грчког језика и трговине.
Породице Хиот су биле добро позициониране да искористе комерцијалне могућности широм Европе после Наполеонских ратова. Породице попут Ралиса већ су основале предузећа у Марсеју и Лондону. Они су успоставили мрежу стручњака за транспорт у свим већим лукама у Европи, Азији и Америци. Добивши место на Балтичкој берзи, браћа Рали су успели да уведу бродаре и агенте у поуздане изворе финансирања и преко Лојд компаније из Лондона су имали поуздано осигурање. То им је омогућило да финансирају своје флоте бродовима на сигурност, што је пракса која је била незаконита у Грчкој. У неким деловима света ове флоте су биле у грчком власништву, али у Британији су их готово искључиво изнајмљивали лондонски Грци који су пловили под британском заставом. Главне бродарске компаније тада су биле у власништву Папаиани, Спартали и Схилизи, док је породица Родосанахи постала истакнути трговац у својим теретима.
У пратњи ових грчких флота биле су локалне исељеничке заједнице радника и преводилаца који су радили у бирократским системима у страним лукама. У овим временима пре телеграфа, ова мрежа је дала грчким бродарима унапред упозорење о догађајима и дозволила им да контролишу вести и цене брже од својих конкурената.
Финансијска криза из 1860-их донела је колапс неких од тих предузећа. Ипак, традиција се наставила а то су тада биле испоруке које је финансирала институције као што је Народна библиотека Грчке.
Многе промене и преврати утицали су на њихова тржишта: Руска револуција, распад Отоманског царства и ограничења у Египту који су затворили своја тржишта за странце. Грчки трговци житарицама у Лондону и Одеси изгубили су приступ својим традиционалним добављачима и тржиштима житарица, а уместо да затварају, искористили су прилику да инвестирају у трговачке флоте пароброда и специјализирали су се за превоз у слободном промету.
Други светски рат је период када су грчке бродарске компаније које су деловале у савезничким подручјима ставиле своје флоте под контролу британске трговачке морнарице и трпеле су погубљења и потешкоће.

## Модерна бродоградња у Грчкој
По завршетку Другог светског рата, флоте које воде Грци биле су у стању да се поново успоставе под својом националном заставом. Променљива динамика их је уско повезала са својом националном државом и оснивањем грчке службе трговачког поморства.
Током 2010-2011, у погледу категорија бродова, грчке компаније имале су 32,5% светских танкера  и 23,8% светских бродова за расути терет. Додатни еквивалент од 20,05% светског танкера (у тонама) је по наруџби, [9] док је још 14,1% бродова за терет такође било по наруџби. Шпедиција је једна од најважнијих индустрија у земљи. У 2010-2011. Години, она је чинила 8% БДП-а, запошљавала је око 290.000 људи (8% радне снаге), и представљала је 1/3 трговинског дефицита земље. Зарада од бродоградње износила је 35,4 милијарде евра у 2014, док је између 2000. и 2010. грчка шпедиција допринела са укупно 280 милијарди евра (скоро јавни дуг земље у 2014. и 4,5 пута већи од прихода од Европске уније у периоду 2000-2013). Извештај Асоцијације бродовласника Европске заједнице за период 2013–2014 открива да је грчка застава прва која се највише користи у међународном промету, док је на првом месту у ЕУ.
Рачунајући достав у смислу новчане вредности, Грчка је заузела 4. место на глобалном нивоу у 2011. години када је "извезла" робу у вредности од 37.704.132 долара; само Данска, Немачка и Јужна Кореја су рангиране више током те године.
| Year                                  | 2000                                                                         | 2001      | 2002      | 2003       | 2004       | 2005       | 2006-2008 | 2009       | 2010       | 2011       |
| ------------------------------------- | ---------------------------------------------------------------------------- | --------- | --------- | ---------- | ---------- | ---------- | --------- | ---------- | ---------- | ---------- |
| Место на светском тржишту             | 5.                                                                           | 5.        | 5.        | 4.         | 3.         | 5.         | -b        | 5.         | 6.         | 4.         |
| "Извоз" (амерички долари у милионима) | 7,558.995                                                                    | 7,560.559 | 7,527.175 | 10,114.736 | 15,402.209 | 16,127.623 | -b        | 17,033.714 | 18,559.292 | 17,704.132 |
| "Извоз" (еври у милионима)            | 8,172.559                                                                    | 8,432.670 | 7,957.654 | 8,934.660  | 12,382.636 | 12,949.869 | -b        | 12,213.786 | 13,976.558 | 12,710.859 |
| БДП (еври у милионима)                | 137,930.1                                                                    | 146,427.6 | 156,614.3 | 172,431.8  | 185,265.7  | 193,049.7b | n/a       | 231,081.2p | 222,151.5p | 208,531.7p |
| "Извоз" као %БДП                      | 5.93                                                                         | 5.76      | 5.08      | 5.18       | 6.68       | 6.71       | n/a       | 5.29       | 6.29       | 6.10       |
|                                       |                                                                              |           |           |            |            |            |           |            |            |            |
|                                       | b извори се мењају током времена; p извор карактерише податке као привремене |           |           |            |            |            |           |            |            |            |